# كورنيليوس فان دير هورست
كورنيليوس فان دير هورست (بالهولندية: Cornelius van der Horst)‏ هو عالم الأحياء البحرية هولندي، ولد في 11 مايو 1889 في Nieuwer-Amstel ‏ في هولندا، وتوفي في 10 أكتوبر 1951 في جوهانسبرغ في جنوب أفريقيا.